# НХЛ у сезоні 1926—1927
НХЛ у сезоні 1926/1927 — 10-й регулярний чемпіонат НХЛ. Сезон стартував 16 листопада 1926. Закінчився фінальним матчем Кубка Стенлі 13 квітня 1927 між Оттава Сенаторс та Бостон Брюїнс перемогою «сенаторів». Це одиннадцята перемога в Кубку Стенлі «Оттава Сенаторс».

## Підсумкова турнірна таблиця

### Канадський дивізіон
| Команда              | І  | В  | П  | Н | ШЗ | ШП | Очки |
| -------------------- | -- | -- | -- | - | -- | -- | ---- |
| Оттава Сенаторс      | 44 | 30 | 10 | 4 | 86 | 69 | 64   |
| Монреаль Канадієнс   | 44 | 28 | 14 | 2 | 99 | 67 | 58   |
| Монреаль Марунс      | 44 | 20 | 20 | 4 | 71 | 68 | 44   |
| Нью-Йорк Амеріканс   | 44 | 17 | 25 | 2 | 82 | 91 | 36   |
| Торонто Сент-Патрікс | 44 | 15 | 24 | 5 | 79 | 94 | 35   |

### Американський дивізіон
| Команда            | І  | В  | П  | Н | ШЗ  | ШП  | Очки |
| ------------------ | -- | -- | -- | - | --- | --- | ---- |
| Нью-Йорк Рейнджерс | 44 | 25 | 13 | 6 | 95  | 72  | 56   |
| Бостон Брюїнс      | 44 | 21 | 20 | 3 | 97  | 89  | 45   |
| Чикаго Блек Гокс   | 44 | 19 | 22 | 3 | 115 | 116 | 41   |
| Піттсбург Пайретс  | 44 | 15 | 26 | 3 | 79  | 108 | 33   |
| Детройт Кугарс     | 44 | 12 | 28 | 4 | 76  | 105 | 28   |

## Найкращі бомбардири

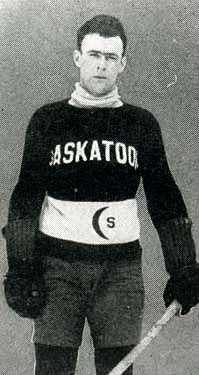
Найкращий бомбардир Білл Кук.

| Гравець          | Команда                        | І  | Г  | П  | О  |
| ---------------- | ------------------------------ | -- | -- | -- | -- |
| Білл Кук         | Нью-Йорк Рейнджерс             | 44 | 33 | 4  | 37 |
| Дік Ірвін        | Чикаго Блек Гокс               | 43 | 18 | 18 | 36 |
| Гові Моренц      | Монреаль Канадієнс             | 44 | 25 | 7  | 32 |
| Френк Фредріксон | Детройт Кугарс / Бостон Брюїнс | 44 | 18 | 13 | 31 |
| Бейб Дай         | Чикаго Блек Гокс               | 41 | 25 | 5  | 30 |
| Ейс Бейлі        | Торонто Мейпл-Ліфс             | 42 | 15 | 13 | 28 |
| Френк Буше       | Нью-Йорк Рейнджерс             | 44 | 13 | 15 | 28 |
| Біллі Барч       | Нью-Йорк Амеріканс             | 43 | 19 | 8  | 27 |
| Гаррі Олівер     | Бостон Брюїнс                  | 42 | 18 | 6  | 24 |
| Дюк Кітс         | Бостон Брюїнс / Детройт Кугарс | 42 | 16 | 8  | 24 |

## Плей-оф

### Попередній раунд
| Канадський дивізіон                             | Канадський дивізіон                   | Канадський дивізіон                   | Канадський дивізіон                   | Канадський дивізіон                   | Канадський дивізіон                   |
| Монреаль Марунс та Монреаль Канадієнс           | Монреаль Марунс та Монреаль Канадієнс | Монреаль Марунс та Монреаль Канадієнс | Монреаль Марунс та Монреаль Канадієнс | Монреаль Марунс та Монреаль Канадієнс | Монреаль Марунс та Монреаль Канадієнс |
| Дата                                            | Господарі                             | Господарі                             | Гості                                 | Гості                                 |                                       |
| ----------------------------------------------- | ------------------------------------- | ------------------------------------- | ------------------------------------- | ------------------------------------- | ------------------------------------- |
| 29 березня                                      | Монреаль Канадієнс                    | 1                                     | 1                                     | Монреаль Марунс                       |                                       |
| 31 березня                                      | Монреаль Марунс                       | 0                                     | 1                                     | Монреаль Канадієнс                    |                                       |
| Монреаль Канадієнс здобув перемогу в серії 2:1. |                                       |                                       |                                       |                                       |                                       |

| Американський дивізіон                      | Американський дивізіон            | Американський дивізіон            | Американський дивізіон            | Американський дивізіон            | Американський дивізіон            |
| Чикаго Блек Гокс та Бостон Брюїнс           | Чикаго Блек Гокс та Бостон Брюїнс | Чикаго Блек Гокс та Бостон Брюїнс | Чикаго Блек Гокс та Бостон Брюїнс | Чикаго Блек Гокс та Бостон Брюїнс | Чикаго Блек Гокс та Бостон Брюїнс |
| Дата                                        | Господарі                         | Господарі                         | Гості                             | Гості                             |                                   |
| ------------------------------------------- | --------------------------------- | --------------------------------- | --------------------------------- | --------------------------------- | --------------------------------- |
| 29 березня                                  | Бостон                            | 6                                 | 1                                 | Чикаго                            |                                   |
| 31 березня                                  | Чикаго                            | 4                                 | 4                                 | Бостон                            |                                   |
| Бостон Брюїнс здобув перемогу в серії 10:5. |                                   |                                   |                                   |                                   |                                   |

### Півфінали
| Канадський дивізіон                   | Канадський дивізіон                   | Канадський дивізіон                   | Канадський дивізіон                   | Канадський дивізіон                   | Канадський дивізіон                   |
| Монреаль Канадієнс та Оттава Сенаторс | Монреаль Канадієнс та Оттава Сенаторс | Монреаль Канадієнс та Оттава Сенаторс | Монреаль Канадієнс та Оттава Сенаторс | Монреаль Канадієнс та Оттава Сенаторс | Монреаль Канадієнс та Оттава Сенаторс |
| Дата                                  | Господарі                             | Господарі                             | Гості                                 | Гості                                 |                                       |
| ------------------------------------- | ------------------------------------- | ------------------------------------- | ------------------------------------- | ------------------------------------- | ------------------------------------- |
| 2 квітня                              | Оттава                                | 4                                     | 0                                     | Монреаль Канадієнс                    |                                       |
| 4 квітня                              | Монреаль Канадієнс                    | 1                                     | 1                                     | Оттава                                |                                       |
| Оттава здобула перемогу в серії 5:1.  |                                       |                                       |                                       |                                       |                                       |

| Американський дивізіон                     | Американський дивізіон              | Американський дивізіон              | Американський дивізіон              | Американський дивізіон              | Американський дивізіон              |
| Бостон Брюїнс та Нью-Йорк Рейнджерс        | Бостон Брюїнс та Нью-Йорк Рейнджерс | Бостон Брюїнс та Нью-Йорк Рейнджерс | Бостон Брюїнс та Нью-Йорк Рейнджерс | Бостон Брюїнс та Нью-Йорк Рейнджерс | Бостон Брюїнс та Нью-Йорк Рейнджерс |
| Дата                                       | Господарі                           | Господарі                           | Гості                               | Гості                               |                                     |
| ------------------------------------------ | ----------------------------------- | ----------------------------------- | ----------------------------------- | ----------------------------------- | ----------------------------------- |
| 2 квітня                                   | Н-Й Рейнджерс                       | 0                                   | 0                                   | Бостон                              |                                     |
| 4 квітня                                   | Бостон                              | 3                                   | 1                                   | Н-Й Рейнджерс                       |                                     |
| Бостон Брюїнс здобув перемогу в серії 3:1. |                                     |                                     |                                     |                                     |                                     |

### Фінал
| Бостон Брюїнс та Оттава Сенаторс                     | Бостон Брюїнс та Оттава Сенаторс | Бостон Брюїнс та Оттава Сенаторс | Бостон Брюїнс та Оттава Сенаторс | Бостон Брюїнс та Оттава Сенаторс | Бостон Брюїнс та Оттава Сенаторс |
| Дата                                                 | Господарі                        | Господарі                        | Гості                            | Гості                            |                                  |
| ---------------------------------------------------- | -------------------------------- | -------------------------------- | -------------------------------- | -------------------------------- | -------------------------------- |
| 7 квітня                                             | Оттава                           | 0                                | 0                                | Бостон                           |                                  |
| 9 квітня                                             | Оттава                           | 3                                | 1                                | Бостон                           |                                  |
| 11 квітня                                            | Бостон                           | 1                                | 1                                | Оттава                           |                                  |
| 13 квітня                                            | Бостон                           | 1                                | 3                                | Оттава                           |                                  |
| Оттава здобула дві перемоги та здобула Кубок Стенлі. |                                  |                                  |                                  |                                  |                                  |

## Призи та нагороди сезону
| Нагороди               | Гравець          | Команда            |
| ---------------------- | ---------------- | ------------------ |
| Пам'ятний трофей Гарта | Герб Гардінер    | Монреаль Канадієнс |
| Приз Леді Бінг         | Біллі Барч       | Нью-Йорк Амеріканс |
| Трофей Везини          | Джордж Гейнсворт | Монреаль Канадієнс |

| Нагорода               | Клуб            |
| ---------------------- | --------------- |
| Приз принца Уельського | Оттава Сенаторс |
| Кубок Стенлі           | Оттава Сенаторс |

## Дебютанти сезону
Список гравців, що дебютували цього сезону в НХЛ.
- Едді Шор, Бостон Брюїнс
- Гаррі Олівер, Бостон Брюїнс
- Дюк Кітс, Бостон Брюїнс
- Джордж Хей, Чикаго Блек Гокс
- Міккі Маккей, Чикаго Блек Гокс
- Дік Ірвін, Чикаго Блек Гокс
- Джордж Гейнсворт, Монреаль Канадієнс
- Арт Ганьє, Монреаль Канадієнс
- Герб Гардінер, Монреаль Канадієнс
- Геп Еммс, Монреаль Марунс
- Пол Томпсон, Нью-Йорк Рейнджерс
- Білл Кук, Нью-Йорк Рейнджерс
- Бан Кук, Нью-Йорк Рейнджерс
- Мюррей Мердок, Нью-Йорк Рейнджерс
- Лорн Шабо, Нью-Йорк Рейнджерс
- Чинг Джонсон, Нью-Йорк Рейнджерс
- Ейс Бейлі, Торонто Сент-Патрікс
- Карл Восс, Торонто Сент-Патрікс

## Завершили кар'єру
Список гравців, що завершили виступати в НХЛ.
- Ньюсі Лалонд, Нью-Йорк Амеріканс
- Джек Адамс, Оттава Сенаторс
- Берт Корбо, Торонто Сент-Патрікс